# Formalismo de Backus-Naur
O Formalismo de Backus-Naur (BNF, do inglês Backus-Naur Form ou Backus Normal Form) é uma metassintaxe usada para expressar gramáticas livres de contexto, isto é, um modo formal de descrever linguagens formais.
O BNF é amplamente usada como uma notação para as gramáticas de linguagens de programação, conjuntos de instruções e protocolos de comunicação, e também como notação para representar partes de gramáticas de linguagens naturais.
A maioria dos livros-texto para teoria de linguagem de programação e/ou semântica documenta a linguagem de programação em BNF.
Há também variantes como a forma aumentada de Backus-Naur (FABN) baseada na BNF, mas que consiste em uma sintaxe e regras de derivações próprias. O princípio norteador desta metalinguagem é descrever um sistema formal de uma linguagem que é um protocolo (especificação bidirecional).

## Formalismo de Backus-Naur

### Visão geral
A notação BNF (Backus Naur Form ou Backus Normal Form) foi originalmente criada por John Backus e Peter Naur, no ﬁnal dos anos 1950, para descrever a linguagem ALGOL (como parte da criação das regras para o ALGOL 60). Desde então a sua utilização generalizou-se para a especiﬁcação de linguagens de programação.
Originalmente foi nomeada em homenagem a  Backus e, por sugestão de Donald Knuth, também a Peter Naur, pioneiros da ciência da computação, especialmente na arte de design de compiladores. A forma de Backus-Naur (ou gramáticas BNF) é bastante similar às regras da gramática sânscrita de Pānini (cerca do século V a.C.), e é chamada às vezes de forma de Panini-Backus.

### Introdução
Uma especificação BNF é um conjunto de regras de derivação, escritas como:
```
<símbolo> ::= <expressão com símbolos>

```

Onde <símbolo> é um não terminal, e a expressão consiste em sequências de símbolos e/ou sequências separadas pela barra vertical, '|', indicando uma escolha. Esta notação indica as possibilidades de substituição para símbolo da esquerda. Símbolos que nunca aparecem no lado esquerdo são ditos terminais.

### Exemplo
No exemplo, considere essa BNF possível para um endereço postal do Brasil:
```
<endereço-postal> 
::=
 
<
parte-do-nome
>
 <endereço-da-rua> 
<
parte-do-CEP
>

  
<
parte-do-nome
>
 
::=
 
<
parte-pessoal
>
 <último-nome> 
<
parte-opc-jr
>
 
<
FDL
>

                   | 
<
parte-pessoal
>
 
<
parte-do-nome
>

  
<
parte-pessoal
>
 
::=
 
<
inicial
>
 "." | 
<
primeiro-nome
>

<endereço-da-rua> 
::=
 
<
nome-da-rua
>
 <número-do-imóvel> 
<
num-apto-opc
>
 
<
FDL
>

  
<
parte-do-CEP
>
 
::=
 
<
CEP
>
 
<
nome-da-cidade
>
 "-" <código-do-estado> 
<
FDL
>

```

Isto se traduz para o português como:
- Um endereço postal consiste da parte do nome, seguido pela parte do endereço da rua, seguido pela parte do CEP
- A parte do nome consiste em: ou a parte pessoal seguido pelo último nome seguido por um opcional parte tratamento (Jr., Sr.) e o end-of-line (fim da linha), ou a parte pessoal seguido pela parte do nome (essa regra mostra o uso da recursão em FNBs, que inclui o caso das pessoas que usam o primeiro nome e o nome do meio e/ou as iniciais)
- A parte pessoal consiste de ou uma inicial seguida por um ponto ou o primeiro nome
- Um endereço da rua consiste do nome da rua, seguido pelo número do imóvel, seguido do especificador de apartamento opcional, seguido por um fim-da-linha
- A parte do CEP consiste do CEP, seguido pelo nome da cidade, por um hífen,  pelo código do estado, e por um fim-da-linha

Note que muitas coisas (tais como o formato de um primeiro nome, especificador de apartamento, ou do CEP) não são especificados aqui. Se necessário, elas podem se descritas usando regras BNF adicionais.

#### Mais exemplos
A sintaxe da FNB pode ser representado com uma FNB como no que se segue:
```
<
sintaxe
>
 
::=
 
<
regra
>
 | 
<
regra
>
 
<
sintaxe
>

<
regra
>
   
::=
 <espaço-em-branco-opc> "<" 
<
nome-da-regra
>
 ">" <espaço-em-branco-opc> "
::=
"
                 <espaço-em-branco-opc> <expressão> 
<
fim-da-linha
>

<espaço-em-branco-opc> 
::=
 " " <espaço-em-branco-opc> | ""
<expressão>     
::=
 
<
lista
>
 | 
<
lista
>
 "|" <expressão>

<
fim-da-linha
>
       
::=
 <espaço-em-branco-opc> 
<
FDL
>
 | 
<
fim-da-linha
>
 
<
fim-da-linha
>

<
lista
>
    
::=
 
<
termo
>
 | 
<
termo
>
 <espaço-em-branco-opc> 
<
lista
>

<
termo
>
    
::=
 
<
literal
>
 | "<" 
<
nome-da-regra
>
 ">"

<
literal
>
 
::=
 '"' 
<
texto
>
 '"' | "'" 
<
texto
>
 "'" <!-- Atualmente, a FNB original não usa citações -->

```

Isso assume que o espaço em branco não é necessário para a devida interpretação da regra. <FDL> é o especificador fim da linha apropriado. <nome-da-regra> e <texto> são substituídos com uma regra nome/rótulo ou um texto literal, respectivamente. Outro exemplo de BNF:
Transformar a expressa 32 + 16 / 45 * 3 em Linguagem BNF
```
<
expressao
>
 
::=
 
<
valor
>
 
<
operador
><
expressao
>

<
numero
>
 
<
operador
><
expressao
>

<
sem sinal
><
sem sinal
>
 
<
operador
><
expressao
>

<
digito
><
digito
><
operador
><
expressao
>

32+
<
valor
><
operador
><
expressao
>

32+
<
numero
><
operador
><
expressao
>

32+
<
sem sinal
><
sem sinal
><
operador
><
expressao
>

32+
<
digito
><
digito
><
operador
><
expressao
>

32+16/
<
expressao
>

32+16/ 
<
valor
><
operador
><
expressao
>

32+16/ 
<
numero
><
operador
><
express
>

32+16/ 
<
sem sinal
><
sem sinal
><
op
><
ex
>

32+16/
<
digito
><
digito
><
op
><
exp
>

32+16/45*
<
expressao
>

32+16/45*
<
valor
>

32+16/45*
<
numero
>

32+16/45*
<
sem sinal
>

32+16/45*
<
digito
>

32+16/45*3

```

## Forma Aumentada de Backus-Naur

### Introdução
Uma especificação da FABN é um conjunto de regras de derivação escrito na forma:
regra = definição ; comentário CR LF
onde regra é um não-terminal com caixa sensível (letras em maiúscula ou minúsculas), a definição consiste numa sequência de símbolos que definem a regra, o comentário serve para documentação e terminando com o caractere de carriage return (retornar para a posição mais à esquerda) e um line feed (indica quebra de linha).
Nomes de regras não são caixa-sensíveis, logo <regranome>, <Regranome>, <REGRANOME>, e <rEgRaNoMe> se referem à mesma regra. Tais nomes consistem de uma letra seguida de letras, números ou hífens.
Os sinais “<” e “>” não são requeridos em torno do nome da regra (como são em BNF), no entanto, podem ser usados para delimitar um nome de regra a fim de discerni-lo mesmo fora de contexto.
A FABN é codificada em ASCII 7-bit, em que o 8º bit mais significativo é posto em 0.

### Valores terminais
Terminais são especificados por um ou mais caracteres numéricos. Caracteres numéricos podem ser especificados com o sinal de porcentagem “%” seguido pela referência à base (b = binário, d = decimal, e x = hexadecimal) seguido pelo valor ou concatenação de valores (indicado por “.” ). Por exemplo um carriage return é especificado por %d13 em decimal ou %x0D em hexadecimal. Um carriage return seguido por um line feed  pode ser especificado por %d13.10.
Textos literais são especificados pelo uso de uma string entre aspas duplas ("), tais strings são caixa-insensíveis e o conjunto de caracteres usado é o US-ASCII. Portanto a string “abc” casa com “abc”, “Abc”, “aBc”, “abC”, “ABc”, “AbC”, “aBC”, e  “ABC”. Para um casamento com sensibilidade de caixa, os caracteres deverão ser definido de forma explícita; no caso de “aBc” a definição será %d97% d66% d99.

### Operadores

#### Espaço em branco
Um espaço em branco é usando para separar elementos em uma definição. Para o espaço ser reconhecido como um delimitador, ele deve ser incluído explicitamente.

#### Concatenação
Regra1 Regra2
Uma regra pode ser definida listando-se uma sucessão de nomes de regras, ou seja, como uma concatenação de outras regras preexistentes.
Para casar a string “aba” as seguintes regras podem ser usadas:
1. fu = %x61 ; a
2. bar = %x62 ; b
3. mumble = fu bar fu

#### Alternação
Regra1 / Regra2
Uma regra pode ser definida por uma lista de regras separadas pelo caractere “/”.
Ainda utilizando as regras <fu> e a regra <bar> a seguinte regra poderia ser construída:
1. fubar = fu / bar

#### Alternação com incremento
Regra1 =/ Regra2
Podem ser acrescentadas alternativas adicionais a uma regra pelo uso do ‘=/’ entre o nome da regra e a definição.
Desta forma, a regra:
1. conjregra = alt1 / alt2 / alt3 / alt4 / alt5

é equivalente à:
1. conjregra = alt1 / alt2
2. conjregra =/ alt3
3. conjregra =/ alt4 / alt5

#### Série de valores
%c##-##
Uma série de valores podem ser especificados pelo uso do hífen ("-").
Logo, a regra:
1. OCTAL = "0" / "1" / "2" / "3" / "4" / "5" / "6" / "7"

É equivalente a:
1. OCTAL = %x30-37

#### Agrupamento de Sequências
(Regra1 Regra2)
Pode-se colocar elementos entre parênteses a fim de agrupar regras em uma definição.
Para casar “elem fubar snafu” ou “elem tarfu snafu” usamos a seguinte regra:
1. grupo = elem (fubar / tarfu) snafu

Para casar “elem fubar” ou “tarfu snafu” podemos construir a seguinte regra:
1. grupo = elem fubar / tarfu snafu
2. grupo = (elem fubar) / (tarfu snafu)

#### Repetição de variáveis
n*nRegra
Para indicar a repetição de um elemento a forma <a>*<b>elemento é usada.
O campo opcional <a> se refere ao número mínimo de elementos a ser incluído tendo por padrão 0 (zero). O segundo campo opcional <b> se refere ao número máximo de elementos a serem incluídos tendo infinito como padrão.
Logo, usamos *elemento para zero ou mais elementos, 1*elemento para um ou mais e 4*5elementos para quatro ou cinco elementos.

#### Repetição especifica
nRegra
Usa-se a forma <a>elemento para indicar um número explícito de elementos, tal forma é equivalente a <a>*<a>elemento.
Usa-se 2DIGIT para adquirir dois dígitos numéricos e 3DIGIT para adquirir três dígitos numéricos.
(Veja a definição de DIGIT em ‘Regras essenciais’ e também no exemplo código postal.)

#### Sequências opcionais
[Regra]
Para indicar um elemento opcional as seguintes formas são equivalentes:
1. [fubar snafu]
2. *1(fubar snafu)
3. 0*1(fubar snafu)

#### Comentário
; comentário
Usa-se ponto e virgula (";") para iniciar um comentário que perdura o resto da linha.

#### Precedência de operadores
Segue uma lista com a precedência dos operadores descritos acima da maior para a menor precedência:
1. String, Formação de nomes;
2. Comentários;
3. Série de valores;
4. Repetição;
5. Agrupamento, Opcional;
6. Concatenação;
7. Alternação.

O uso do operador de alternação e o operador de concatenação podem ser confundidos. e recomenda-se que agrupamentos sejam usados para fazer concatenações explícitas de grupos.

#### Regras essenciais
Segue abaixo regras essenciais definidas por padrão na FABN
| Regra  | Definição Formal                          | Significado                                    |
| ------ | ----------------------------------------- | ---------------------------------------------- |
| ALPHA  | %x41-5A / %x61-7A                         | Letras ASCII em caixa alta e baixa (A-Z, a-z ) |
| DIGIT  | %x30-39                                   | Dígitos decimais (0-9)                         |
| HEXDIG | DIGIT / "A" / "B" / "C" / "D" / "E" / "F" | Dígitos hexadecimais (0-9 A-F a-f )            |
| DQUOTE | %x22                                      | Aspas duplas                                   |
| SP     | %x20                                      | Espaço                                         |
| HTAB   | %x09                                      | Tabulação                                      |
| WSP    | SP / HTAB                                 | Espaço e tabulação                             |
| LWSP   | *(WSP / CRLF WSP)                         | Espaço de linha em brando (nova linha)         |
| VCHAR  | %x21-7E                                   | Caractere visível (imprimível)                 |
| CHAR   | %x01-7F                                   | Qualquer caractere US_ASCII 7-bit              |
| OCTET  | %x00-FF                                   | 8 bits de dados                                |
| CTL    | %x00-1F / %x7F                            | Controles                                      |
| CR     | %x0D                                      | Carriage return                                |
| LF     | %x0A                                      | Linefeed                                       |
| CRLF   | CR LF                                     | Nova linha no padrão da internet               |
| BIT    | "0" / "1"                                 |                                                |

#### Exemplo
A implementação de um código-postal em FABN seria:
```
endereço-postal      = parte-do-nome rua parte-do-CEP

parte-do-nome        = [parte-opc-jr] *(parte-pessoal SP) ultimo-nome [SP parte-opc-jr] ; a segunda parte opcional se refere ao "Jr." CRLF
parte-do-nome        =/ parte-pessoal CRLF

parte-pessoal        = primeiro-nome / (inicial ".")
primeiro-nome        = *ALPHA
inicial              = ALPHA "."
ultimo-nome          = *ALPHA
parte-opc-jr         = ( "Sr." / "Jr." / 1*("I" / "V" / "X"))

rua                  = rua-nome SP numero-casa [SP apt] CRLF
apt                  = 1*4DIGIT
numero-casa          = 1*8(DIGIT / ALPHA)
rua-nome             = 1*VCHAR

parte-do-CEP         = CEP 1*2SP cidade SP "-" SP estado CRLF
cidade               = 1*(ALPHA / SP)
estado               = 2ALPHA
CEP                  = 5DIGIT "-" 3DIGIT

```